# Carly Simon

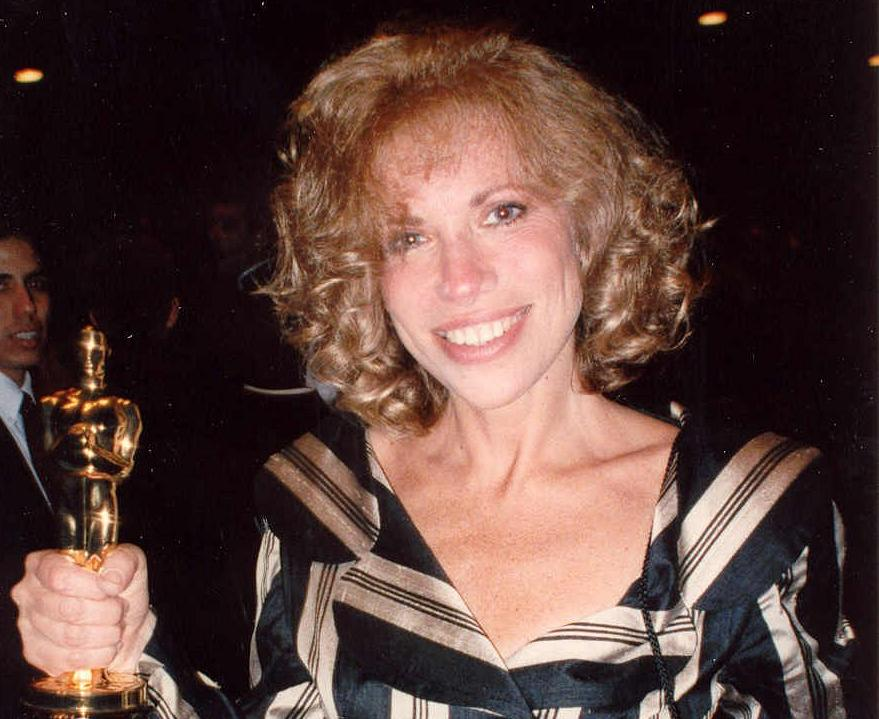
Carly Simon mit dem Oscar (1989)

Carly Elisabeth Simon (* 25. Juni 1943 in New York) ist eine US-amerikanische mit dem Grammy und Oscar ausgezeichnete Sängerin, Pianistin und Songwriterin. Sie hatte 1973 einen Nummer-eins-Hit in den USA mit You’re So Vain.

## Leben
Carly Simons Vater war der Pianist und Verleger Richard L. Simon (Mitbegründer des Buchverlags Simon & Schuster). Sie wuchs in Riverdale im Bundesstaat New York am nördlichsten Zipfel von New York City auf, hat einen Bruder und zwei Schwestern: Lucy Simon (1940–2022) und die Opernsängerin Joanna Simon (1936–2022).
Nach einem Versuch, mit ihrer Schwester Lucy eine Karriere zu starten (sie hatten als The Simon Sisters Mitte der 1960er Jahre einen Hit mit dem Kinderlied Winkin’, Blinkin’ and Nod) und dem Besuch des renommierten, musische Talente fördernden Sarah Lawrence College lebte sie einige Zeit in London in einem Apartment mit ihrem Freund Roger Donaldson an der Portobello Road. Nach Beendigung dieser Beziehung zog sie wieder nach New York und versuchte zunächst Journalistin zu werden. Ihre Solokarriere begann Carly Simon 1971 bei Elektra Records mit dem Album Carly Simon, das den Top-Ten-Hit That’s the Way I’ve Always Heard It Should Be enthält, der inspiriert war von Cat Stevens, mit dem sie eine kurze Affäre hatte. Zudem trat sie im Vorprogramm von Kris Kristofferson auf. Simon wurde im Folgejahr mit dem Grammy als bester neuer Künstler ausgezeichnet. Es folgte noch 1971 das zweite Album Anticipation mit dem gleichnamigen Singlehit, der in einem Werbespot als Jingle für Heinz Ketchup Verwendung fand.
Der Durchbruch kam 1972 mit ihrem dritten, dem Nummer-eins-Album No Secrets (aufgenommen in den Londoner AIR-Studios und produziert von Richard Perry), von dem zwei erfolgreiche Singles ausgekoppelt wurden. Insbesondere Simons größter Hit You’re So Vain, bei dem Mick Jagger von der Band The Rolling Stones, den Simon im Mai 1971 anlässlich der Veröffentlichung von Brown Sugar auf einer Party kennengelernt hatte und später auch für die New York Times interviewen wollte, im Refrain nach der zweiten Strophe mitsingt und auf dem der deutsche Studiobassist Klaus Voormann das Bass-Intro spielt, machte Simon weltweit bekannt. Jagger hatte dabei Perrys Freund Harry Nilsson vertrieben, der den Backgroundgesang miteinsingen sollte. Der Song erreichte Anfang 1973 ebenso wie das dazugehörige Album Platz eins der USA. Jahrzehntelang wurde spekuliert, auf wen sich der Liedtext der im ursprünglichen Entwurf von 1972 nicht nach dem Refrain (“You’re so vain, you probably think this song is about you”), sondern (als Reminiszenz an Bob Dylans The Ballad of a Thin Man) mit The Ballad of a Vain Man betitelten Ballade bezieht. Nach Aussage von Carly Simon im November 2015 handelt die zweite Strophe von Warren Beatty, mit dem sie eine kurze Affäre hatte. Dass sie in dem Lied nicht über Mick Jagger singe, sagte sie bereits 1973 in einem Interview dem Rolling Stone. Im Jahr 1974 folgte das Album Hotcakes, 1975 dann Playing Possum, die wie No Secrets von Richard Perry produziert wurden.
Ihr nach You’re So Vain größter Hit in den 1970er Jahren war der Titelsong Nobody Does It Better zum Film James Bond 007 – Der Spion, der mich liebte, der von Carole Bayer Sager (Text) und Marvin Hamlisch (Musik) geschrieben wurde und Platz zwei in den USA erreichte.
Gemäß Simon wurde der dem Autorenduo Jagger/Richards zugeschriebene Titel Till the Next Goodbye (auf dem Album It’s Only Rock ’n Roll mit dem Refrainbeginn „Till the next time we say goodbye“) von ihr und Mick Jagger am Klavier komponiert und ursprünglich The Next Time We Say Goodbye genannt.
1980 unterschrieb Simon bei Elektras Schwesterlabel Warner Bros. und veröffentlichte ihr neuntes Studioalbum Come Upstairs mit dem Hit Jesse. Produziert wurde das von Rock und New Wave beeinflusste Album Come Upstairs vom Jazz- und Fusionmusiker Mike Mainieri, der auch die beiden nachfolgenden Alben produzierte. Ein Jahr später brach Simon während einer Show in Pittsburgh auf der Bühne vor Erschöpfung zusammen. In der Folge trat sie in den 1980er Jahren deutlich weniger auf.
Das 1981 veröffentlichte Album Torch (1981) bestand im Wesentlichen aus Standards und Torch Songs des Great American Songbooks von Stephen Sondheim, Duke Ellington oder Hoagy Carmichael. Mit From the Heart enthielt das Werk aber auch eine Eigenkomposition von Simon. Hello Big Man (1983) lehnte sich dagegen an schwarze Musik an. Simon interpretierte unter anderem einen Song von Bob Marley (Is It Love) und engagierte Reggae-Musiker wie Sly Dunbar und Robbie Shakespeare.
Während sie in den USA keine größeren Charterfolge mehr hatte, konnte sie in Großbritannien zwei Hits feiern. Der Top-10-Hit Why (1982), eine Zusammenarbeit mit den Chic-Produzenten Nile Rodgers und Bernard Edwards stammte aus dem Soundtrack zum wenig beachteten Kinofilm Soup for One. Ein Jahr später sang Simon ungenannt die Leadstimme beim Top-20-Hit Kissing with Confidence von Will Powers, einem Pseudonym der Comedian Lynn Goldsmith. Die US-Pop-Charts führten die New Yorker Liedermacherin erst 1986 wieder. Die „liebliche Ballade“ (stern) Coming Around Again leitete den Neubeginn ein und war ihr größter Hit in den 1980er Jahren. Das Lied stammte aus dem gleichnamigen Album und dem Soundtrack zum Kinofilm Sodbrennen. Ein weiterer Hit für Simon wurde Let the River Run (1988) aus dem Film Die Waffen der Frauen, für den sie 1989 den Oscar in der Kategorie Bester Song und einen Grammy erhielt.
Zwei Alben mit Standards, Film Noir und Moonlight Serenade, brachten Simon ihre bislang letzten Grammy-Nominierungen ein. Moonlight Serenade war 2005 darüber hinaus das erste Album von Simon in 27 Jahren, das die Top 10 der US-Charts erreichte und eine Reunion mit dem Produzenten Richard Perry, mit dem sie in den 1970er Jahren einige ihrer größten Erfolge gefeiert hatte.
1998 erkrankte Carly Simon an Brustkrebs. Nach der Therapie widmete sie sich wieder der Musik. Im Jahr 2000 erschien das Album The Bedroom Tapes, 2006 folgte Into White und 2008 This Kind of Love. Ein Jahr darauf veröffentlichte Simon das Album Never Been Gone, das Neuinterpretationen früherer Erfolge sowie einen bis dahin unveröffentlichten Track enthielt. Die internationale Aufmerksamkeit führte auch zur Zusammenarbeit mit Musikern aus anderen Kulturkreisen. Beispielsweise engagierte der Schweizer Harfenist Andreas Vollenweider Simon im Jahr 2006 für die Produktion seiner CD Midnight Clear.
2015 veröffentlichte Simon ihre Memoiren Boys in the Trees: A Memoir, gefolgt von Touched by the Sun: My Friendship with Jackie im Jahr 2019 über ihre langjährige Freundschaft mit der ehemaligen First Lady Jacqueline Kennedy Onassis.

## Privat

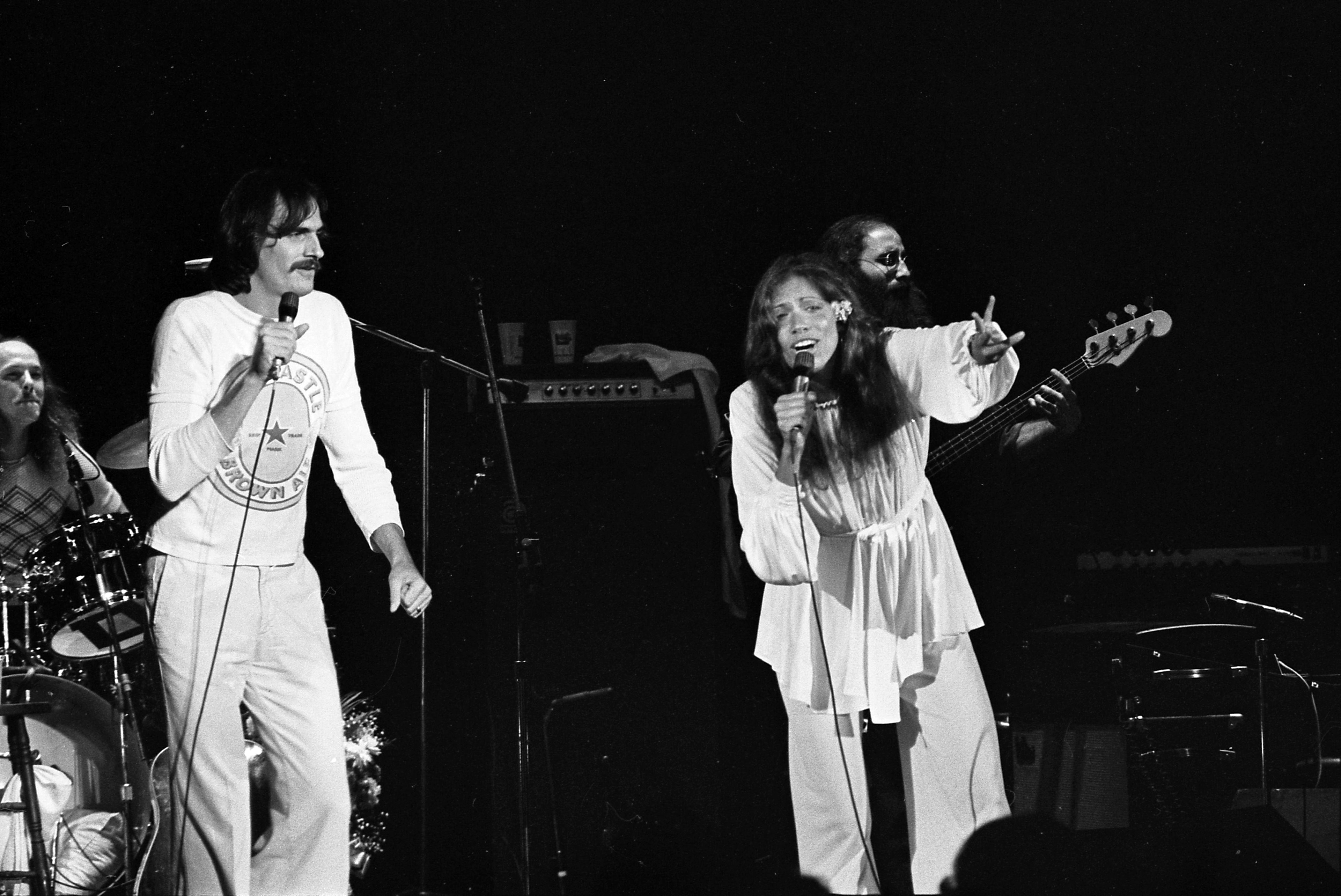
James Taylor und Carly Simon (1975)

Carly Simon und der Musiker James Taylor, den Simon nach einer Show in der New Yorker Carnegie Hall 1971 kennengelernt hatte, waren im Mai 1971 bereits ein Paar und heirateten 1972. Das Paar hat zwei Kinder, Sarah Maria „Sally“ (* 1974) und Benjamin Simon Taylor (* 1977), beide ebenfalls Musiker. Die Ehe wurde 1983 geschieden. In Interviews gab Simon an, keinen Kontakt mehr zu Taylor zu haben. „Ich würde sagen, dass die Beziehung aus James’ Sicht aufgelöst ist, was es für mich unmöglich macht, eine Beziehung mit ihm zu haben, weil er einen eisernen Vorhang heruntergelassen hat“, sagte Simon gegenüber dem Magazin Salon 2015. Der letzte gemeinsame Auftritt datiert aus dem Jahr 1995, als Simon und Taylor beim Livestock-Benefiz auftraten.
Ihre Schwestern Joanna und Lucy Simon, beide ebenfalls Sängerinnen, starben am 19. und 20. Oktober 2022.

## Diskografie

### Studioalben
| Jahr | Titel                    | Höchstplatzierung, Gesamtwochen, AuszeichnungChartplatzierungen (Jahr, Titel, Platzierungen, Wochen, Auszeichnungen, Anmerkungen) | Höchstplatzierung, Gesamtwochen, AuszeichnungChartplatzierungen (Jahr, Titel, Platzierungen, Wochen, Auszeichnungen, Anmerkungen) | Höchstplatzierung, Gesamtwochen, AuszeichnungChartplatzierungen (Jahr, Titel, Platzierungen, Wochen, Auszeichnungen, Anmerkungen) | Höchstplatzierung, Gesamtwochen, AuszeichnungChartplatzierungen (Jahr, Titel, Platzierungen, Wochen, Auszeichnungen, Anmerkungen) | Höchstplatzierung, Gesamtwochen, AuszeichnungChartplatzierungen (Jahr, Titel, Platzierungen, Wochen, Auszeichnungen, Anmerkungen) | Anmerkungen                                                                    |
| Jahr | Titel                    | DE | AT | CH | UK | US | Anmerkungen                                                                    |
| ---- | ------------------------ | --- | --- | --- | --- | --- | ------------------------------------------------------------------------------ |
| 1971 | Carly Simon              | — | — | — | — | US30 (25 Wo.)US | Erstveröffentlichung: 9. Februar 1971 Grammy (Bester neuer Künstler)           |
| 1971 | Anticipation             | — | — | — | — | US30 Gold · (31 Wo.)US | Erstveröffentlichung: 3. November 1971                                         |
| 1972 | No Secrets               | DE39 (8 Wo.)DE | — | — | UK3 Gold · (28 Wo.)UK | US1 Platin · (71 Wo.)US | Erstveröffentlichung: 28. November 1972                                        |
| 1974 | Hotcakes                 | — | — | — | UK19 (9 Wo.)UK | US3 Gold · (35 Wo.)US | Erstveröffentlichung: 11. Januar 1974                                          |
| 1975 | Playing Possum           | — | — | — | — | US10 (17 Wo.)US | Erstveröffentlichung: 21. April 1975                                           |
| 1976 | Another Passenger        | — | — | — | — | US29 (13 Wo.)US | Erstveröffentlichung: 5. Juni 1976                                             |
| 1978 | Boys in the Trees        | — | — | — | — | US10 Platin · (29 Wo.)US | Erstveröffentlichung: 12. April 1978                                           |
| 1979 | Spy                      | — | — | — | — | US45 (13 Wo.)US | Erstveröffentlichung: 30. Juni 1979                                            |
| 1980 | Come Upstairs            | — | — | — | — | US36 (32 Wo.)US | Erstveröffentlichung: 16. Jun 1980                                             |
| 1981 | Torch                    | — | — | — | — | US50 (24 Wo.)US | Erstveröffentlichung: August 1981                                              |
| 1983 | Hello Big Man            | — | — | — | — | US69 (17 Wo.)US | Erstveröffentlichung: 31. August 1983                                          |
| 1985 | Spoiled Girl             | — | — | — | — | US88 (11 Wo.)US | Erstveröffentlichung: 17. Juni 1985                                            |
| 1987 | Coming Around Again      | DE32 (11 Wo.)DE | AT17 (2 Wo.)AT | CH21 (2 Wo.)CH | UK25 Silber · (20 Wo.)UK | US25 Platin · (60 Wo.)US | Erstveröffentlichung: 13. April 1987                                           |
| 1990 | My Romance               | — | — | — | — | US46 (17 Wo.)US | Erstveröffentlichung: 6. März 1990                                             |
| 1990 | Have You Seen Me Lately? | — | — | — | — | US60 (32 Wo.)US | Erstveröffentlichung: 25. September 1990                                       |
| 1994 | Letters Never Sent       | — | — | — | — | US129 (8 Wo.)US | Erstveröffentlichung: 1. November 1994                                         |
| 1997 | Film Noir                | — | — | — | — | US84 (8 Wo.)US | Erstveröffentlichung: 16. September 1997                                       |
| 2000 | The Bedroom Tapes        | — | — | — | — | US90 (6 Wo.)US | Erstveröffentlichung: 16. Mai 2000                                             |
| 2002 | Christmas Is Almost Here | — | — | — | — | — | Erstveröffentlichung: 22. Oktober 2002                                         |
| 2005 | Moonlight Serenade       | — | — | — | — | US7 (10 Wo.)US | Erstveröffentlichung: 14. Oktober 2005                                         |
| 2006 | Midnight Clear           | — | — | CH50 (4 Wo.)CH | — | — | Erstveröffentlichung: 10. November 2006 Andreas Vollenweider feat. Carly Simon |
| 2006 | Into White               | — | — | — | — | US13 (10 Wo.)US | Erstveröffentlichung: 29. Dezember 2006                                        |
| 2008 | This Kind of Love        | — | — | — | — | US15 (9 Wo.)US | Erstveröffentlichung: 29. April 2008                                           |
| 2009 | Never Been Gone          | — | — | — | UK45 (3 Wo.)UK | US134 (2 Wo.)US | Erstveröffentlichung: 27. Oktober 2009                                         |

grau schraffiert: keine Chartdaten aus diesem Jahr verfügbar

### Livealben
| Jahr | Titel              | Höchstplatzierung, Gesamtwochen, AuszeichnungChartplatzierungen (Jahr, Titel, Platzierungen, Wochen, Auszeichnungen, Anmerkungen) | Höchstplatzierung, Gesamtwochen, AuszeichnungChartplatzierungen (Jahr, Titel, Platzierungen, Wochen, Auszeichnungen, Anmerkungen) | Anmerkungen                          |
| Jahr | Titel              | UK | US | Anmerkungen                          |
| ---- | ------------------ | --- | --- | ------------------------------------ |
| 1988 | Greatest Hits Live | UK49 Gold · (6 Wo.)UK | US87 Platin · (13 Wo.)US | Erstveröffentlichung: 2. August 1988 |

Weitere Livealben
- 2023: Live at Grand Central

### Kompilationen
| Jahr | Titel                                    | Höchstplatzierung, Gesamtwochen, AuszeichnungChartplatzierungen (Jahr, Titel, Platzierungen, Wochen, Auszeichnungen, Anmerkungen) | Höchstplatzierung, Gesamtwochen, AuszeichnungChartplatzierungen (Jahr, Titel, Platzierungen, Wochen, Auszeichnungen, Anmerkungen) | Anmerkungen                             |
| Jahr | Titel                                    | UK | US | Anmerkungen                             |
| ---- | ---------------------------------------- | --- | --- | --------------------------------------- |
| 1975 | The Best of Carly Simon                  | — | US17 ×3Dreifachplatin · (19 Wo.)US                                                                                                | Erstveröffentlichung: 24. November 1975 |
| 1999 | Nobody Does It Better – The Very Best Of | UK22 Silber · (6 Wo.)UK | — | Erstveröffentlichung: 5. März 1999      |
| 2004 | Reflections: Carly Simon’s Greatest Hits | UK25 Gold · (7 Wo.)UK | US22 Gold · (19 Wo.)US | Erstveröffentlichung: 4. Mai 2004       |

Weitere Kompilationen
- 1973: 2 Originals of Carly Simon (2 LPs, Carly Simon und Anticipation)
- 1981: You’re so Vain
- 1995: Clouds in My Coffee 1965–1995 (Box mit 3 CDs)
- 2002: Anthology
- 2011: Original Album Series (Box mit 5 CDs)
- 2014: Playlist: The Very Best of Carly Simon

### Soundtrack
| Jahr | Titel        | Höchstplatzierung, Gesamtwochen, AuszeichnungChartsChartplatzierungen (Jahr, Titel, Platzierungen, Wochen, Auszeichnungen, Anmerkungen) | Anmerkungen                                                                     |
| Jahr | Titel        | US | Anmerkungen                                                                     |
| ---- | ------------ | --- | ------------------------------------------------------------------------------- |
| 1989 | Working Girl | US45 (14 Wo.)US | Erstveröffentlichung: 29. August 1989 Soundtrack zum Film Die Waffen der Frauen |

Weitere Soundtracks
- 1992: This Is My Life (Music from the Motion Picture)
- 2003: Piglet's Big Movie
- 2005: The Best of Pooh and Heffalumps, Too

### Singles
| Jahr | Titel Album                                                      | Höchstplatzierung, Gesamtwochen, AuszeichnungChartplatzierungen (Jahr, Titel, Album, Platzierungen, Wochen, Auszeichnungen, Anmerkungen) | Höchstplatzierung, Gesamtwochen, AuszeichnungChartplatzierungen (Jahr, Titel, Album, Platzierungen, Wochen, Auszeichnungen, Anmerkungen) | Höchstplatzierung, Gesamtwochen, AuszeichnungChartplatzierungen (Jahr, Titel, Album, Platzierungen, Wochen, Auszeichnungen, Anmerkungen) | Höchstplatzierung, Gesamtwochen, AuszeichnungChartplatzierungen (Jahr, Titel, Album, Platzierungen, Wochen, Auszeichnungen, Anmerkungen) | Höchstplatzierung, Gesamtwochen, AuszeichnungChartplatzierungen (Jahr, Titel, Album, Platzierungen, Wochen, Auszeichnungen, Anmerkungen) | Anmerkungen |
| Jahr | Titel Album                                                      | DE | AT | CH | UK | US | Anmerkungen |
| ---- | ---------------------------------------------------------------- | --- | --- | --- | --- | --- | --- |
| 1971 | That’s the Way I’ve Always Heard It Should Be Carly Simon        | — | — | — | — | US10 (17 Wo.)US | Erstveröffentlichung: 24. März 1971                                                                                         |
| 1971 | Anticipation                                                     | — | — | — | — | US13 (13 Wo.)US | Erstveröffentlichung: 3. November 1971                                                                                      |
| 1972 | Legend in Your Own Time Anticipation                             | — | — | — | — | US50 (10 Wo.)US | Erstveröffentlichung: 4. März 1972                                                                                          |
| 1972 | You’re so Vain No Secrets                                        | DE8 (17 Wo.)DE | — | — | UK3 Platin · (20 Wo.)UK | US1 Gold · (17 Wo.)US | Erstveröffentlichung: 12. November 1972                                                                                     |
| 1973 | The Right Thing to Do No Secrets                                 | — | — | — | UK17 (9 Wo.)UK | US17 (13 Wo.)US | Erstveröffentlichung: 8. März 1973                                                                                          |
| 1974 | Mockingbird Hotcakes                                             | — | — | — | UK34 (5 Wo.)UK | US5 (16 Wo.)US | Erstveröffentlichung: 19. Januar 1974 mit James Taylor                                                                      |
| 1974 | Haven’t Got Time for the Pain Hotcakes                           | — | — | — | — | US14 (12 Wo.)US | Erstveröffentlichung: 29. März 1974                                                                                         |
| 1975 | Attitude Dancing Playing Possum                                  | — | — | — | — | US21 (8 Wo.)US | Erstveröffentlichung: 19. April 1975                                                                                        |
| 1975 | Waterfall Playing Possum                                         | — | — | — | — | US78 (3 Wo.)US | Erstveröffentlichung: 30. Juli 1975                                                                                         |
| 1975 | More and More Playing Possum                                     | — | — | — | — | US94 (2 Wo.)US | Erstveröffentlichung: 7. Oktober 1975                                                                                       |
| 1976 | It Keeps You Runnin’ Another Passenger                           | — | — | — | — | US46 (7 Wo.)US | Erstveröffentlichung: 30. Mai 1976                                                                                          |
| 1977 | Nobody Does It Better The Spy Who Loved Me OST                   | DE31 (3 Wo.)DE | — | — | UK7 Silber · (12 Wo.)UK | US2 Gold · (25 Wo.)US | Erstveröffentlichung: 7. Juli 1977 Titellied des Films James Bond 007 – Der Spion, der mich liebte                          |
| 1978 | You Belong to Me Boys in the Trees                               | — | — | — | — | US6 (18 Wo.)US | Erstveröffentlichung: April 1978                                                                                            |
| 1978 | Devoted to You Boys in the Trees                                 | — | — | — | — | US36 (9 Wo.)US | Erstveröffentlichung: 30. Juli 1978 mit James Taylor                                                                        |
| 1979 | Vengeance Spy                                                    | — | — | — | — | US48 (7 Wo.)US | Erstveröffentlichung: 19. Mai 1979                                                                                          |
| 1980 | Jesse Come Upstairs                                              | — | — | — | — | US11 Gold · (23 Wo.)US | Erstveröffentlichung: 9. Juli 1980                                                                                          |
| 1982 | Why –                                                            | — | — | — | UK10 (18 Wo.)UK | US74 (6 Wo.)US | Erstveröffentlichung: Juli 1982                                                                                             |
| 1983 | You Know What to Do Hello Big Man                                | — | — | — | — | US83 (4 Wo.)US | Erstveröffentlichung: 1983                                                                                                  |
| 1985 | Tired of Being Blonde Spoiled Girl                               | — | — | — | — | US70 (5 Wo.)US | Erstveröffentlichung: Juni 1985                                                                                             |
| 1986 | Coming Around Again                                              | DE21 (11 Wo.)DE | AT6 (12 Wo.)AT | — | UK10 Silber · (12 Wo.)UK | US18 Platin · (17 Wo.)US | Erstveröffentlichung: 17. Oktober 1986 Das Lied komponierte Carly Simon, inklusive den Soundtrack, für den Film Sodbrennen. |
| 1987 | Give Me All Night Coming Around Again                            | — | — | — | UK98 (1 Wo.)UK | US61 (12 Wo.)US | Erstveröffentlichung: 1987                                                                                                  |
| 1987 | The Stuff That Dreams Are Made Of Coming Around Again            | — | — | — | UK99 (1 Wo.)UK | — | Erstveröffentlichung: 1987                                                                                                  |
| 1987 | All I Want Is You Coming Around Again                            | — | — | — | — | US54 (9 Wo.)US | Erstveröffentlichung: 1987                                                                                                  |
| 1988 | You’re so Vain (Live) Greatest Hits Live                         | — | — | — | UK96 (2 Wo.)UK | — | Erstveröffentlichung: 1988                                                                                                  |
| 1988 | Let the River Run Working Girl (Soundtrack)                      | — | — | — | UK79 (7 Wo.)UK | US49 (10 Wo.)US | Erstveröffentlichung: 1988 Grammy (Bester Song, geschrieben speziell für Film oder Fernsehen); Oscar als bester Song        |
| 2001 | Son of a Gun (I Betcha Think This Song Is About You) All for You | DE69 (6 Wo.)DE | — | CH56 (7 Wo.)CH | UK13 (9 Wo.)UK | US28 (12 Wo.)US | Erstveröffentlichung: 26. Dezember 2001 Janet Jackson feat. Carly Simon, Missy Elliott & P. Diddy                           |

grau schraffiert: keine Chartdaten aus diesem Jahr verfügbar
Weitere Singles
| - 1972: The Girl You Think You See - 1975: Love Out in the Street - 1976: Half a Chance - 1978: Tranquillo (Melt My Heart) - 1979: Spy - 1980: Take Me as I Am - 1981: Come Upstairs - 1981: Hurt - 1982: I Get Along without You Very Well - 1982: Fight for It (mit Jesse Colin Young) - 1983: Hello Big Man - 1983: Something More (mit Charles Fox) - 1984: Someone Waits for You - 1985: My New Boyfriend | - 1986: It’s Hard to Be Tender - 1990: We Just Got Here - 1990: Better Not Tell Her - 1991: Life Is Eternal - 1991: The Last Night of the World (mit Plácido Domingo) - 1993: Love of My Life - 1994: Like a River - 1995: Itsy Bitsy Spider - 1997: Every Time We Say Goodbye - 2000: So Many Stars - 2000: Big Dumb Guy - 2001: Our Affair - 2008: This Kind of Love - 2010: Never Been Gone |

## Auszeichnungen für Musikverkäufe
| Goldene Schallplatte - Dänemark - 2025: für die Single You’re so Vain - Italien - 2024: für die Single You’re so Vain - Kanada - 1977: für das Album The Best of Carly Simon - 1990: für das Album Greatest Hits Live - Neuseeland - 2024: für das Album No Secrets - Spanien - 2024: für die Single You’re so Vain | Platin-Schallplatte - Kanada - 1990: für das Album Coming Around Again 3× Platin-Schallplatte - Australien - 2010: für das Album The Best of Carly Simon - Neuseeland - 2024: für die Single You’re so Vain |

Anmerkung: Auszeichnungen in Ländern aus den Charttabellen bzw. Chartboxen sind in ebendiesen zu finden.
| Land/RegionAuszeichnungen für Musikverkäufe (Land/Region, Auszeichnungen, Verkäufe, Quellen) | Silber     | Gold       | Platin       | Verkäufe   | Quellen              |
| -------------------------------------------------------------------------------------------- | ---------- | ---------- | ------------ | ---------- | -------------------- |
| Australien (ARIA)                                                                            | —          | —          | 3× Platin3   | 210.000    | aria.com.au          |
| Dänemark (IFPI)                                                                              | —          | Gold1      | —            | 45.000     | ifpi.dk              |
| Italien (FIMI)                                                                               | —          | Gold1      | —            | 50.000     | fimi.it              |
| Kanada (MC)                                                                                  | —          | 2× Gold2   | Platin1      | 200.000    | musiccanada.com      |
| Neuseeland (RMNZ)                                                                            | —          | Gold1      | 3× Platin3   | 97.500     | radioscope.co.nz NZ2 |
| Spanien (Promusicae)                                                                         | —          | Gold1      | —            | 30.000     | elportaldemusica.es  |
| Vereinigte Staaten (RIAA)                                                                    | —          | 6× Gold6   | 8× Platin8   | 13.500.000 | riaa.com             |
| Vereinigtes Königreich (BPI)                                                                 | 4× Silber4 | 3× Gold3   | Platin1      | 1.470.000  | bpi.co.uk            |
| Insgesamt                                                                                    | 4× Silber4 | 15× Gold15 | 16× Platin16 |            |                      |